# Bram de Groot
Bram de Groot (Alkmaar, 18 de desembre de 1974) és un ciclista neerlandès, ja retirat, professional des del 1999 fins al 2009. Va passar tota la carrera vinculat a l'equip Rabobank.
En el seu palmarès destaca una victòria d'etapa a la Volta a Catalunya del 2003 i l'Uniqa Classic del 2005.

## Palmarès
- 1996
  - 1r a la Omloop om Schokland
- 1999
  - Vencedor d'una etapa del Circuit Montañés
- 2003
  - Vencedor d'una etapa de la Volta a Catalunya
  - Vencedor d'una etapa de la Tour del Mediterrani
  - 1r a la Profronde van Maastricht
- 2005
  - 1r a la Uniqa Classic
  - 1r a la Delta Profronde
- 2007
  - 1r a la Profronde van Pijnacker

### Resultats al Giro d'Itàlia
- 2008. 120è de la classificació general
- 2009. 153è de la classificació general

### Resultats al Tour de França
- 2001. Abandona (12a etapa)
- 2002. 133è de la classificació general
- 2003. 99è de la classificació general
- 2004. 111è de la classificació general
- 2006. Abandona (15a etapa)
- 2007. 134è de la classificació general

### Resultats a la Volta a Espanya
- 1999. 69è de la classificació general
- 2005. 67è de la classificació general